# Тагачинська волость
Тагачинська волость — адміністративно-територіальна одиниця Ковельського повіту Волинської губернії Російської імперії. Волосний центр — село Тагачин.
Наприкінці ХІХ ст. волость було ліквідовано, поселення увійшли до складу Любитівської (Перковичі, Тагачин) та Турійської (Вербичне, Задиби, Клюськ, Оса, Радовичі, Туличів) волостей.
Станом на 1885 рік складалася з 14 поселень, 12 сільських громад. Населення — 4688 осіб (2298 чоловічої статі та 2390 — жіночої), 387 дворових господарств.
Основні поселення волості:
- Тагачин — колишнє власницьке село за 15 верст від повітового міста; волосне правління; 180 осіб, 22 двори, православна церква, школа, постоялий будинок. За 8 верст - цегельний та вапняковий завод Жилець.
- Вербичне — колишнє власницьке село, 260 осіб, 25 дворів, православна церква, постоялий будинок.
- Задиби — колишнє власницьке село при річці Турія, 457 осіб, 41 двір, православна церква, постоялий будинок, водяний млин, винокурний завод.
- Клюськ — колишнє власницьке село, 282 особи, 32 двори, православна церква, постоялий будинок.
- Оса — колишнє власницьке село, 116 осіб, 10 дворів, православна церква.
- Перковичі — колишнє власницьке село, 315 осіб, 28 дворів, православна церква, постоялий будинок.
- Радовичі — колишнє власницьке село, 550 осіб, 60 дворів, католицька каплиця, постоялий двір, водяний млин, винокурний завод.
- Туличів — колишнє власницьке село, 433 особи, 44 двори, 2 постоялих будинки, винокурний завод.